# Rahon (Doubs)
Rahon ist eine französische Gemeinde mit 136 Einwohnern (Stand: 1. Januar 2022) im Département Doubs in der Region Bourgogne-Franche-Comté.

## Geographie
Rahon liegt auf 540 m, drei Kilometer nördlich von Sancey-le-Grand und etwa 26 Kilometer südwestlich der Stadt Montbéliard (Luftlinie). Das ehemalige Straßendorf erstreckt sich im Jura, im nördlichen Teil des Beckens von Sancey (Vallon de Sancey), am Westfuß des Hochplateaus von Belvoir und südlich der Lomontkette.
Die Fläche des 5,69 km² großen Gemeindegebiets umfasst einen Abschnitt des französischen Juras. Der zentrale Teil des Gebietes wird vom Becken von Sancey eingenommen, das eine rund 2 km breite Ebene bildet und durchschnittlich auf 540 m liegt. Es ist überwiegend von Acker- und Wiesland bestanden. Die östliche Abgrenzung verläuft teils am Fuß, teils am Hang des Mont de Belvoir. Nach Westen erstreckt sich das Gemeindeareal auf die Höhen von Orve (640 m) und des Bois de Fayts, auf dem mit 671 m die höchste Erhebung von Rahon erreicht wird. Dazwischen befindet sich eine Talfurche ohne oberirdisches Fließgewässer, die nach Westen zur Senke von Chazot überleitet.
Nachbargemeinden von Rahon sind Vellerot-lès-Belvoir im Norden, Belvoir im Osten, Sancey mit Sancey-le-Long im Süden sowie Orve im Westen.

## Geschichte
Im Mittelalter gehörte Rahon zum Herrschaftsgebiet von Belvoir. Zusammen mit der Franche-Comté gelangte das Dorf mit dem Frieden von Nimwegen 1678 an Frankreich.

## Bevölkerung
| Jahr                       | 1962 | 1968 | 1975 | 1982 | 1990 | 1999 | 2011 | 2021 |
| Einwohner                  | 101  | 98   | 101  | 115  | 112  | 108  | 123  | 132  |
| Quellen: Cassini und INSEE |      |      |      |      |      |      |      |      |

Mit 136 Einwohnern (Stand 1. Januar 2022) gehört Rahon zu den kleinsten Gemeinden des Départements Doubs. Nachdem die Einwohnerzahl in der ersten Hälfte des 20. Jahrhunderts deutlich abgenommen hatte (1881 wurden noch 190 Personen gezählt), wurden seit Beginn der 1950er Jahre nur noch geringe Schwankungen verzeichnet.

## Sehenswürdigkeiten
Die 1945 erbaute Kapelle der Heiligen Jungfrau steht im Schutz von neun Linden, die im Jahr 1809 gepflanzt wurden. Das Herrschaftshaus nordwestlich des Dorfes stammt aus dem 15. und 16. Jahrhundert.

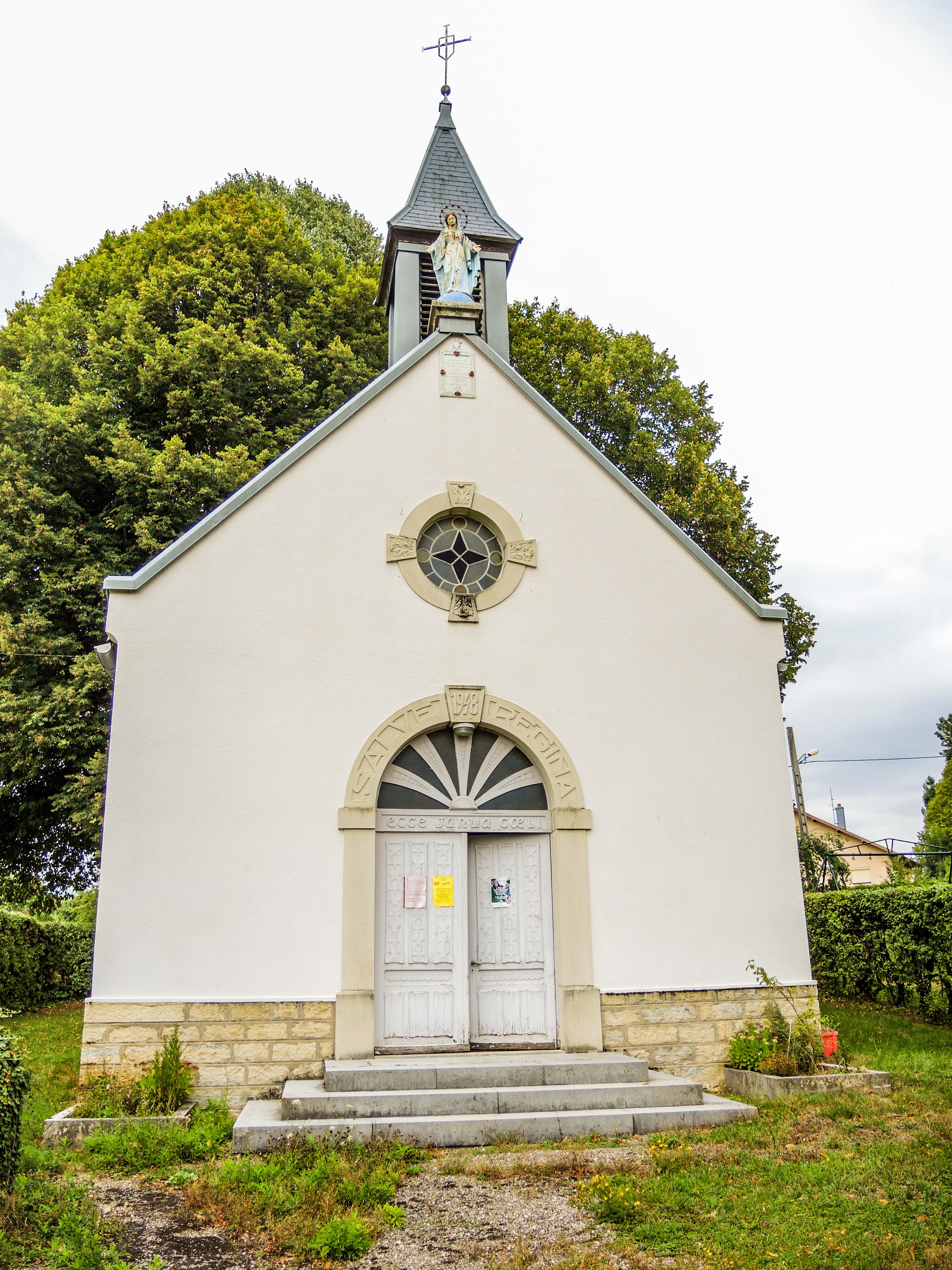
Kapelle der Heiligen Jungfrau
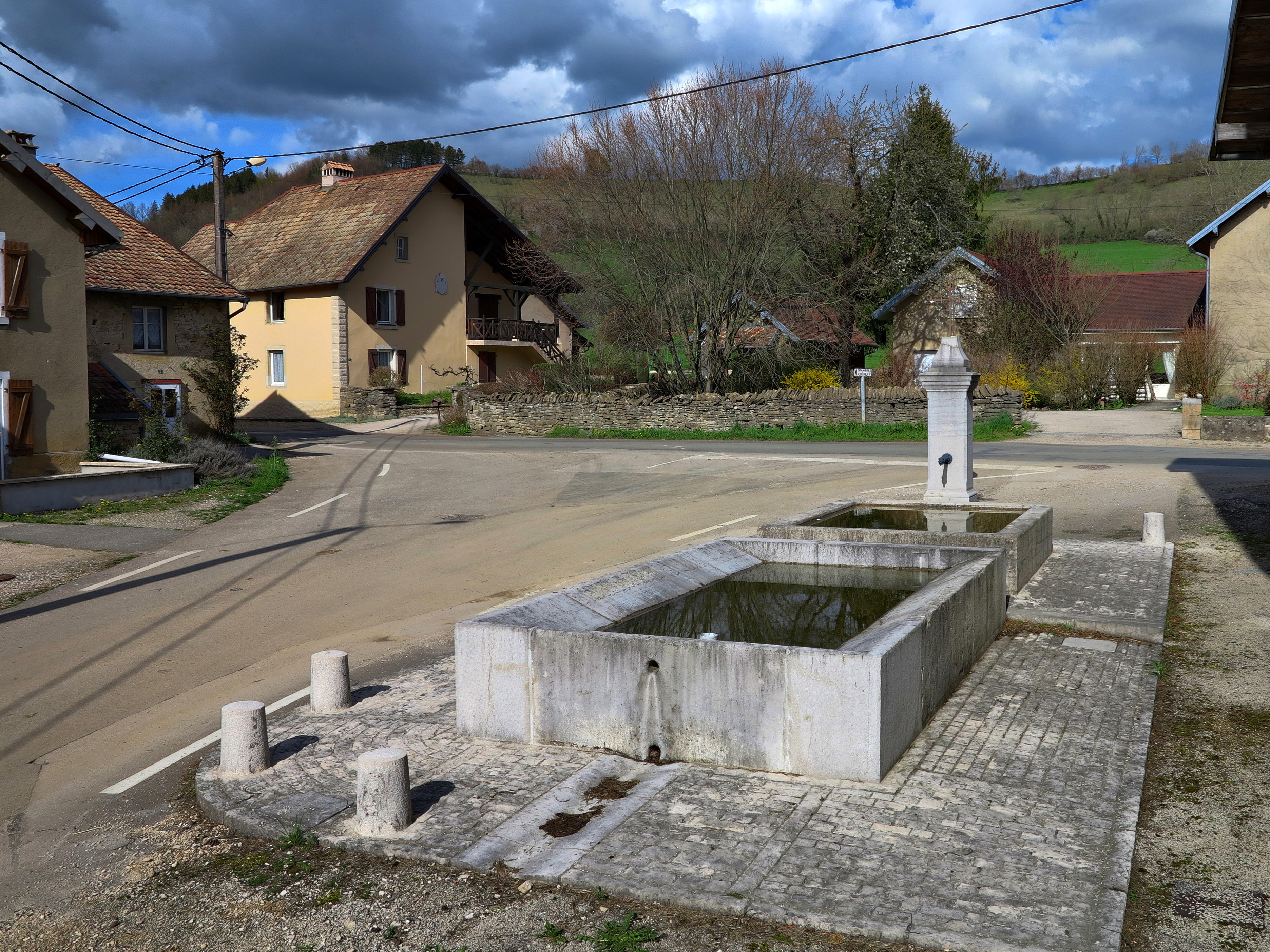
Ehemaliger Waschplatz am Brunnen
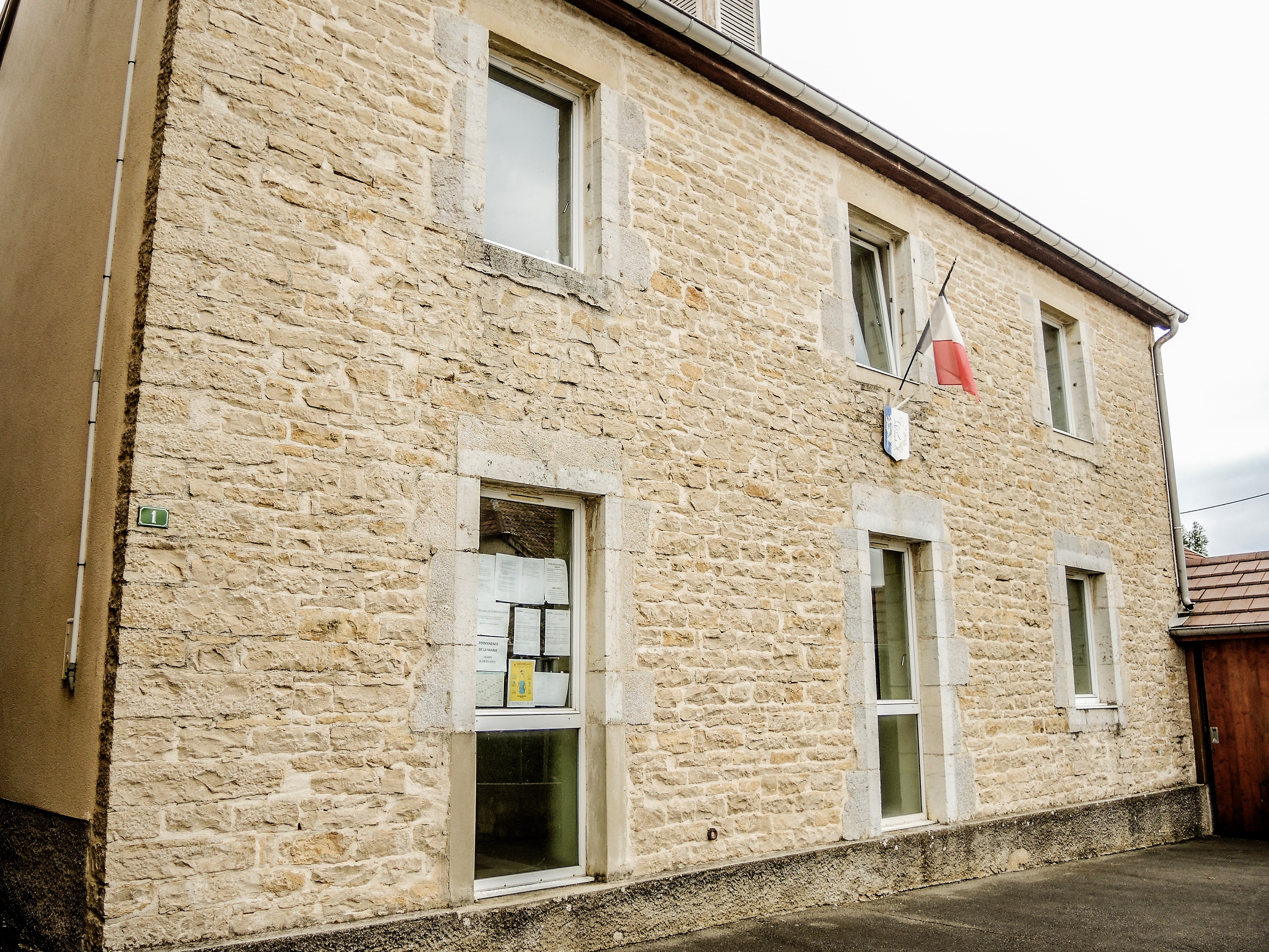
Mairie Rahon

## Wirtschaft und Infrastruktur
Rahon war bis weit ins 20. Jahrhundert hinein ein vorwiegend durch die Landwirtschaft (Ackerbau, Obstbau und Viehzucht) geprägtes Dorf. Daneben gibt es heute einige Betriebe des lokalen Kleingewerbes. Viele Erwerbstätige sind auch Wegpendler, die in den größeren Ortschaften der Umgebung ihrer Arbeit nachgehen.
Die Ortschaft liegt abseits der größeren Durchgangsstraßen an einer Departementsstraße, die von Sancey-le-Grand nach L’Isle-sur-le-Doubs führt. Eine weitere Straßenverbindung besteht mit Belvoir.